# Nilda Callañaupa Álvarez
Nilda Callañaupa Álvarez es una tejedora quechua de Chinchero, en la región de Cuzco en Perú. Junto con otras tejedoras indígenas de Chinchero y simpatizantes internacionales, ayudó a establecer el Centro de Textiles Tradicionales del Cusco en 1996 como una organización sin fines de lucro. Desde su fundación, Callañaupa se ha desempeñado como directora del Centro de Textiles Tradicionales del Cusco o CTTC. Ha escrito dos libros sobre el tejido peruano y es coautora de un tercero sobre el tejido de los ancianos de los Andes peruanos.

## Biografía
Por el lado materno, el abuelo de Callañaupa era español y su abuela era quechua. Después de que su abuelo falleciera a una edad temprana, su abuela mantuvo a la familia haciendo y vendiendo textiles. La abuela de Callañaupa enseñó a tejer a su madre, Guadalupe Álvarez, quien a su vez enseñó a sus hijas. Callañaupa y otros miembros de su familia a menudo se describen como "maestros tejedores quechuas".
Callañaupa creció en la década de 1960 en Chinchero. Sus padres se ganaban la vida con la agricultura. Cuando Callañaupa tenía cuatro años, su madre comenzó a llevar a su hija con ella a su chacra. Para cuando ella tenía seis años, se confiaba en que Callañaupa cuidara sola un rebaño de ovejas. Mientras cuidaba su rebaño, Callañaupa se hizo amiga de una anciana pastora, Doña Sebestiana, que era una hilandera muy hábil. Callañaupa atribuye su interés por los textiles a esta amistad, cuyo trabajo era tan fino que la joven Callañaupa soñaba con hilar de noche.
De su madre Guadalupe, Callañaupa aprendió los diseños básicos de tejido. Su interés despertó; también comenzó a estudiar textiles de otras comunidades que su padre traía a casa de sus viajes. Cuando Edward y Christine Franquemont, una pareja de etnobotánicos de los Estados Unidos, llegaron a Chinchero en la década de 1970 para realizar investigaciones, Callañaupa entabló amistad con los norteamericanos y les enseñó los conceptos básicos del tejido. Con el estímulo y apoyo de los Franquemont, así como de otros partidarios internacionales, Callañaupa finalmente obtuvo una beca para estudiar textiles históricos en la Universidad de Berkeley, California, donde experimentó con diferentes telares.
Callañaupa es egresada de la Universidad Nacional de San Antonio Abad del Cusco en 1986. Fue una de las primeras mujeres de su comunidad en asistir a la universidad, ya que durante este tiempo solo se esperaba que los hombres continuaran con la educación superior. Nilda ha enseñado a nivel internacional en museos y universidades de EE. UU. y Canadá, incluida la Universidad de Cornell y el Instituto Smithsoniano. 
En 1996 Nilda fue una de las fundadoras clave del Centro de Textiles Tradicionales del Cusco, una organización sin fines de lucro con sede en la ciudad de Cusco. Desde la década de 1970 un grupo de tejedoras de Chinchero se reunía informalmente para recuperar diseños antiguos y vender textiles en el mercado turístico, y de esta manera obtener un ingreso independiente de sus familiares varones. Nilda era una líder de este grupo que se reunió en el patio de la casa de su familia. Este grupo informal de tejedores fue la base del Centro de Textiles Tradicionales del Cusco que desde 1996 se ha asociado con diez comunidades tejedoras de la región del Cusco para recuperar tradiciones textiles y empoderar a los tejedores. Desde 1996 Callañaupa Álvarez se ha desempeñado como director de CTTC.
En 2016 Callañaupa fue invitada a TedWomen junto con su hermana Adela, también tejedora de Chinchero, para hacer una presentación sobre el Centro de Textiles Tradicionales del Cusco. 
En 2018 el gobierno peruano condecoró a Callañaupa con la Orden al Mérito de la Mujer, en mérito a la promoción y aporte en la educación, el arte y la cultura.

## Publicaciones
Callañaupa Álvarez ha escrito dos libros y es coautora de un tercero: 
- Textile Traditions of Chinchero: A Living Heritage (2012)
- Weaving in the Peruvian Highlands: Dreaming Patterns, Weaving Memories (2013)
- Faces of Tradition: Weaving Elders of the Andes (con Christine Franquemont, 2015)